# Cantone di Laxou
Il Cantone di Laxou è una divisione amministrativa dell'arrondissement di Nancy.
A seguito della riforma approvata con decreto del 26 febbraio 2014, che ha avuto attuazione dopo le elezioni dipartimentali del 2015, non ha subìto modifiche.

## Composizione
Comprende i 2 comuni di:
- Laxou
- Villers-lès-Nancy